# ワカバ
ワカバは、日本のJ-POPユニット。
2002年にUNLIMITED GROUPよりメジャーデビュー。マザーエンタープライズ所属。レーベルは喝采。

## 概要
2000年に日本福祉教育専門学校の同級生3人で結成。代々木公園で路上をしていた所を前事務所代表からスカウトされる。2001年11月、アンリミテッドレコードよりアルバム「さるはんきゅう」と「とりはんきゅう」でメジャーデビュー。シングル「ぎゅっと」発売　2002年NHKPOPJAM2度出演等を経て、2006年喝采から5月にリリースしたアルバム「みんないいひと」収録の「ゴジラ」がTBS系『COUNT DOWN TV』のオープニングテーマとなり、2010年3月10日、アルバム「今、春が来た」をリリース。
2010年11月26日に喝采から発売された、「あかり」は2011年3月の内閣府『いのち支える（自殺対策）プロジェクト』にキャンペーンソングとして起用された。
2016年3月27日、ラストライブ『月いちワカバ会』を開催し、無期限活動休止した。

## メンバー
- 亀田大（かめだ だい、1980年8月12日 - ）
  - 東京都出身。血液型はA型。ボーカル・ギター
  - リーダーは、一番年上の亀田大である。
- 松井亮太（まつい りょうた、1981年10月9日 - ）
  - 静岡県出身。血液型はA型。ボーカル・ギター
  - 2017年一般人と入籍
- 塚本伸男（つかもと のぶお、1981年7月28日 - ）
  - 島根県出身。血液型はB型。作詞担当
  - 塚本は作詞のみ担当し、ライブは亀田と松井の2人で行われる。
  - 塚本は介護福祉士として働いている。なお、3人とも介護福祉士の資格を持っている。
  - グループ内唯一の妻帯者。子持ちでもある。アルバム「とうふ」は子供の名前を逆さまにしたと言われている。

## ディスコグラフィ

### シングル
| 枚  | 発売日         | タイトル                    | オリコン 週間 最高位 | 規格品番  |
| --- | -------------- | --------------------------- | -------------------- | --------- |
| 1st | 2003年11月12日 | ぎゅっと                    | 69位                 | POCE-8803 |
| 2nd | 2007年12月5日  | クラスメイト/ヨセントッパ!  | 159位                | WTCM-1007 |
| 3rd | 2009年2月4日   | 星の降る街/君が零れ落ちた夜 | 154位                | WTCM-1009 |
| 4th | 2009年8月26日  | ZEROからはじめるストーリー  | 157位                | WTCM-1010 |
| 5th | 2010年11月26日 | あかり                      | 圏外                 | WTCM-1011 |
| 6th | 2011年5月11日  | 明日、僕は君に会いに行く。  | 42位                 | LACM-4807 |
| 7th | 2012年6月6日   | ビリジアン                  | 184位                | WTCM-1012 |
| 8th | 2015年3月25日  | 見せたいもの                | 200位                | WTCM-1015 |

### 配信限定
| #            | リリース日    | タイトル       | 備考         |
| 喝采レーベル | 喝采レーベル  | 喝采レーベル   | 喝采レーベル |
| ------------ | ------------- | -------------- | ------------ |
| 1            | 2013年3月20日 | Piece of peace |              |

### アルバム
| 枚   | 発売日         | タイトル                                       | 規格品番  | レーベル        |
| ---- | -------------- | ---------------------------------------------- | --------- | --------------- |
| 1st  | 2002年11月20日 | とりはんきゅう                                 | POCE-8801 | UNLIMITED GROUP |
| 2nd  | 2002年11月20日 | さるはんきゅう                                 | POCE-8800 | UNLIMITED GROUP |
| 3rd  | 2003年8月6日   | とうふ                                         | POCE-8802 | UNLIMITED GROUP |
| 4th  | 2006年5月24日  | みんないいひと                                 | WTCS-1007 | 喝采            |
| 5th  | 2006年11月8日  | サイコロステーキ                               | WTCS-1010 | 喝采            |
| 6th  | 2007年6月27日  | ウサギとカメ                                   | WTCS-1015 | 喝采            |
| 7th  | 2010年3月10日  | 今、春が来た                                   | WTCS-1023 | 喝采            |
| 8th  | 2011年5月25日  | Atlas                                          | WTCS-1023 | 喝采            |
| 9th  | 2012年8月22日  | Happy Ending                                   | WTCS-1032 | 喝采            |
| 10th | 2016年10月26日 | ワカバ ベストセレクション 2006-2016 きみがため | WTCS-1038 | 喝采            |

### タイアップ一覧
| 楽曲                           | タイアップ | 時期   |
| ------------------------------ | --- | ------ |
| ゴジラ                         | TBS系『COUNT DOWN TV』オープニングテーマ                                                                       | 2006年 |
| ミラクルビンゴ                 | 佐鳴予備校CMソング                                                                                             | 2007年 |
| ZEROからはじめるストーリー     | 読売テレビ・日本テレビ系テレビアニメ『ヤッターマン』エンディングテーマ                                         | 2008年 |
| 星の降る街                     | さくらんぼテレビ 年間イメージソング                                                                            | 2009年 |
| あかり - donation music ver. - | 内閣府『いのち支える（自殺対策）プロジェクト』キャンペーンソング                                               | 2010年 |
| 明日、僕は君に会いに行く。     | テレビアニメ『世界一初恋』エンディングテーマ                                                                   | 2011年 |
| チャッチャッ チャチャチャ      | 専門学校 北日本カレッジ『キタキタ』テーマソング                                                                | 2011年 |
| 明日に                         | とちぎテレビ『イブニング6』2012年8月度エンディングテーマ                                                       | 2012年 |
| キミトボクノルール             | さくらんぼテレビ『すこーし面倒くさいニッポンのルール〜この世は暗黙のルールで出来ていた!?〜』エンディングテーマ | 2012年 |
| Piece of peace                 | ルコック「ルコックSS TVCM Pleasure編」CMソング                                                                 | 2013年 |

### 参加作品
- 村下孝蔵トリビュート「絵日記と紙芝居」（2007年7月12日）
  - 小さな屋根の下

### 楽曲提供
以下 松井亮太 作曲作品。
アイドリング!!!
- おひさまダーリン - 作詞も含む
- ユキウサギ - 作詞も含む

サーターアンダギー
沖縄に行きませんか以降はリョータ名義
- ヤンバルクイナが飛んだ - アルバム『今、春が来た』でセルフカバー
- 僕らは遠い昔、海からやって来たんだ。
- 沖縄に行きませんか
- 真夏の天使
- 恋物語
- 道
- 赤い花
- 君を守る
- 少年
- Sun Shine Mind - 作詞・編曲も含む
- ヒトツヒトツブ - 作詞も含む

サーターアンダギー×新選組リアン
- ずっと...
- 僕は待っているから

新選組リアン
- 本当に僕でいいんですか - アルバム「今、春が来た」でセルフカバー
- 愛の唄
- リアン号
- 色糸

ビーチボーイズ
- 離道 (別れ)

フレンズ
- Dear Friends-友へ-
- 手のひらに咲いた花

## ミュージックビデオ
| 監督     | 曲名                                                                                          |
| 井上真喜 | 「トートバッグ」                                                                              |
| 川中拓也 | 「ZEROからはじめるストーリー」「ヤンバルクイナが飛んだ」(出演:横峯さくら・与那嶺圭太・早田剛) |
| 外山尚吾 | 「ゴジラ」                                                                                    |
| 東哲     | 「センボンノック」                                                                            |
| 不明     | 「ミラクルビンゴ」「旅日記」「ビリジアン」「見せたいもの」                                    |

## 主なライブ

### ワンマンライブ・主催イベント
- 2002年 - 夏だ！ライブだ！ワカバファミリー全員集合！
- 2002年 - さるととりの上手投げ
- 2003年 - ワカバファミリー祭り！僕たち全国をまわってきました！！友達３０００人できるかな！？
- 2003年 - 惚れた恋に薬はなし。まいっちゃったなぁ…
- 2004年 - アコースティックワンマン『キューキューアコワン』
- 2006年 - ワンマンライブ『みんなイースト』
- 2007年 - ワンマンライブ『サイコウニステキ』
- 2007年 - ワンマンライブ『ミラクルパンチ』〜マツイとカメとどきどきノブオ〜
- 2008年 - wakaba LIVE 2008"together"
- 2009年 - ワンマンライブ2009 "バイバイ　シブヤ、"
- 2010年 - ワカバ LIVE TOUR 2010 “今、春が来た”
- 2011年 - ワカバ Live Tour 2011 "Atlas"
- 2012年 - ワカバLIVE TOUR 2012 Happy Ending
- 2012年 - ワンマンライブ・palooza presents ONE-MAN CIRCUIT Vol.4

### 出演イベント
- 2006年09月12日 - RADIO BERRY ベリテンライブ2006
- 2008年09月06日 - RADIO BERRY 15th ANNIVERSARY ベリテンライブ2008
- 2010年09月04日 - RADIO BERRY ベリテンライブ2010
- 2012年04月01日 - palooza presents THE 3 MAN!!!
- 2012年04月22日 - SUNDAY SMILE ONEDAY
- 2012年05月15日 - Bookmark vol.24
- 2012年06月03日 - SAKAE SP-RING 2012
- 2012年06月08日 - New days ～ワカバ×レディオサイエンス×おつかれーず～
- 2012年10月14日 - MINAMI WHEEL 2012
- 2013年02月05日 - duoに友をcalling vol.1
- 2013年02月18日 - 前夜祭 スペシャルライブ～公演まで待てない～
- 2013年03月21日 - 臨時災害コミュニティFM放送局開設支援 前夜祭 スペシャルライブ～公演まで待てない～
- 2013年04月19日 - New days ～Special Live!!!～
- 2013年06月29日 - 「旅立ち」からの・・・再会ライブ ～宇田川町より～
- 2013年08月04日 - 歌三昧vol23～真夏の仙台!浴衣でワッショイ!～
- 2013年08月15日 - TREASURE05X 2013 10th Anniversary ～time of fancy～
- 2013年08月19日 - オトノォト page.2
- 2013年09月01日 - OKUAIZU ROCK FESTIVAL 2013
- 2013年09月25日 - GOOD MUSIC LIFE Vol.2
- 2013年10月09日 - トウキュウ晴れ豆本店
- 2013年11月30日 - Happy Song Day!!/Happy Song Night!!
- 2013年12月31日 - TOKYO FM主催 Radio Backers～君に幸あれ～COUNT DOWN FES.
- 2014年01月10日 - VARIT.BEAT MATCH
- 2014年01月11日 - ナカノアツシ生誕祭
- 2014年01月23日 - 心斎橋 BEAT MATCH
- 2014年01月24日 - SAKAE BEAT MATCH
- 2014年01月25日 - FORCE BEAT MATCH vol.1
- 2014年02月27日 - SAKAE BEAT MATCH
- 2014年02月28日 - 心斎橋 BEAT MATCH
- 2014年06月29日 - Happy Song Day!!/Happy Song Night!!
- 2014年07月19日 - ひなたフレサキツアー2014 vol,07
- 2014年09月20日 - 別冊UTA-KAI vol.69 ～手と手は音を繋げ合う～
- 2014年10月12日 - ワカバ Live in 山形大学工学部
- 2014年10月13日 - Happy Song Day!!/Happy Song Night!!
- 2014年11月08日 - SHADOW NET vol.14
- 2014年12月14日 - 3 colors ～ タダシンヤ × ワカバ × 今津直幸(ZILCONIA) ～
- 2014年12月27日 - 阿部祐也 Presents 【ヒキタガリ祭 vol.2 の夜】
- 2015年01月21日 - 商売繁盛 長江健次 Cafe vol.2
- 2015年05月09日 - 栄ミナミ音楽祭'15